# Pont Aval
De Pont Aval (Nederlands: Stroomafwaartse brug) is een brug over de rivier de Seine in de Franse hoofdstad Parijs, gebouwd in 1968.

## Bouw
Met een totale lenge van 313 meter is de Pont Aval de langste brug van Parijs. De constructie werd gebouwd tussen 1964 en 1968, en werd datzelfde jaar nog geopend. De brug dankt zijn naam aan zijn positie binnen Parijs: aval betekent stroomafwaarts.

## Locatie
De Pont Aval is de laatste brug die men tegen zou komen als men de loop van de rivier de Seine door de hoofdstad volgt, en is daarmee de tegenhanger van de Pont Amont. Hij is gesitueerd in het zuidwesten van de Lichtstad, tussen het 15e en 16e arrondissement, en verbindt de Quai d'Issy-les-Moulineaux met de Quai Saint-Exupéry. De brug maakt deel uit van de Boulevard Périphérique, de ringweg rond de stad.